# Spirorbis ambiguus
Spirorbis ambiguus är en ringmaskart som beskrevs av Fleming 1825. Spirorbis ambiguus ingår i släktet Spirorbis och familjen Serpulidae. Inga underarter finns listade i Catalogue of Life.